# Antica diocesi di Rochester

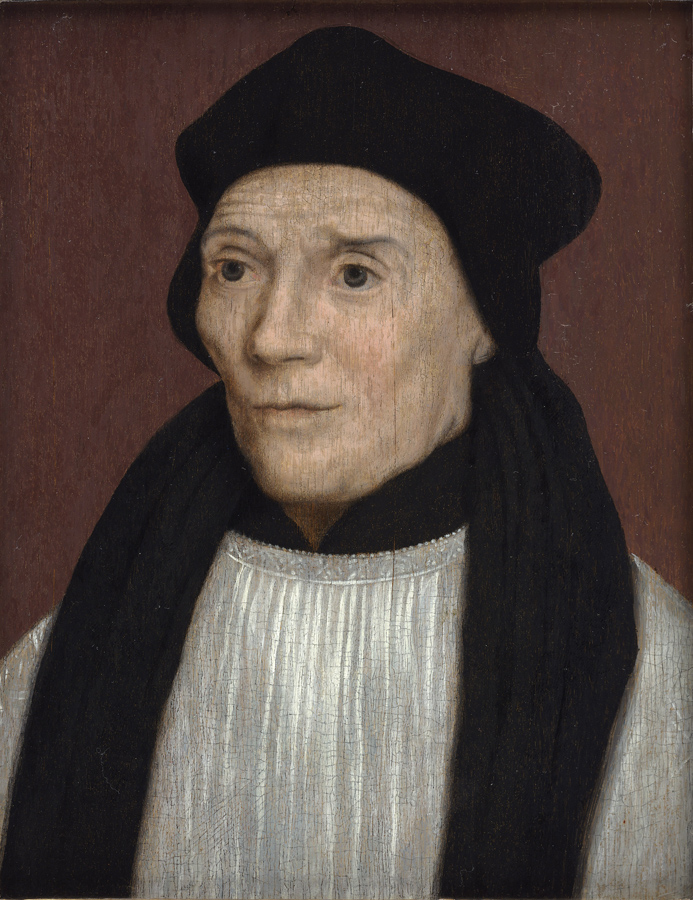
John Fisher

La diocesi di Rochester (in latino Dioecesis Roffensis) è una sede soppressa della Chiesa cattolica divenuta poi sede della Chiesa anglicana.

## Territorio
La diocesi comprendeva parte dell'antico regno del Kent.
Sede vescovile era la città di Rochester, dove si trova la cattedrale della Beata Vergine Maria.

## Storia
La diocesi di Rochester fu la seconda diocesi eretta da Agostino di Canterbury dopo il suo arrivo in Inghilterra (597), con il gruppo di missionari inviati da papa Gregorio Magno per evangelizzare i popoli anglosassoni.
Essa fu eretta nel 604 e lo stesso Agostino consacrò il primo vescovo, san Giusto, che gli successe poi nel 624 sulla cattedra di Canterbury.
Figura eminente tra i vescovi di Rochester è quella di John Fisher, venerato come santo dalla Chiesa cattolica, che si oppose al conferimento al re Enrico VIII del titolo di Supremo capo della Chiesa d'Inghilterra e poi all'Atto di Supremazia (1534): fu l'unico vescovo inglese a farlo. Per questi motivi fu condannato alla decapitazione il 22 giugno 1535.
L'ultimo vescovo in comunione con la Santa Sede, Maurice Griffith, morì in settembre o novembre 1558.

## Cronotassi dei vescovi
- San Giusto † (604 - 624 nominato arcivescovo di Canterbury)
- Romano † (624 - prima di novembre 630 deceduto)
  - San Paolino † (circa 633 - 10 ottobre 644 deceduto)[2]
- Itamaro † (644 - 655 deceduto)
- Damiano † (656 - giugno o luglio 664 deceduto)
  - Sede vacante (664-669)
- Putta † (27 maggio 669 consacrato - 676 nominato vescovo di Hereford)
- Cwichhelm † (676 - 678 dimesso)
- Gebmund † (678 - 693 deceduto)
- Tobias † (693 - 726 deceduto)
- Aldwulf † (726 - 739 o 741 deceduto)
- Dunn † (741 - 747)
- Eardwulf † (747 - 765)
- Diora † (778 - 781 deceduto)
- Waermund † (788 - 802)
- Beornmod † (803 - 814)
- Tatnoth † (841)
- Godwine I †
- Cuthwulf † (868)
- Swithwulf † (880)
- Ruhric †
- Ceolmund †
- Cyneferth †
- Burgric †
- Aelfstan † (955)
- Godwine II † (circa 995 - ?)
- Godwine III † (? - circa 1012 deceduto
- Siward † (1058 consacrato - 1075 deceduto)
- Arnost, O.S.B. † (1076 - luglio 1076 deceduto)
- Gundulf, O.S.B. † (19 marzo 1077 consacrato - 7 marzo 1108 deceduto)
- Ralph d'Escures † (9 agosto 1108 consacrato - 7 o 17 maggio 1114 nominato arcivescovo di Canterbury)
- Ernulf † (26 dicembre 1114 o 1115 - 15 marzo 1124 deceduto)
- John I † (24 maggio 1125 - 22 giugno 1137 deceduto)
- John II † (1137 - 1142 deceduto)
- Ascelin † (1142 - 24 gennaio 1148 deceduto)
- Walter † (14 marzo 1148 consacrato - 26 luglio 1182 deceduto)
- Waleran † (19 dicembre 1182 - 29 agosto 1184 deceduto)
- Gilbert Glanvill † (29 settembre 1185 - 24 giugno 1214 deceduto)
- Benedict of Sausetun † (22 febbraio 1215 consacrato - 18 dicembre 1226 deceduto)
- Henry Sandford † (9 maggio 1227 consacrato - 24 febbraio 1235 deceduto)
- Richard Wendene † (20 marzo 1238 - 12 ottobre 1250 deceduto)
- Lawrence of St Martin † (13 febbraio 1251 - 3 giugno 1274 deceduto)
- Walter de Merton † (21 ottobre 1274 consacrato - 27 ottobre 1277 deceduto)
- John Bradfield † (29 maggio 1278 consacrato - 23 aprile 1283 deceduto)
- Thomas Ingoldsthorpe † (26 settembre 1283 consacrato - 11 maggio 1291 deceduto)
- Thomas Wouldham † (6 gennaio 1292 - 28 febbraio 1317 deceduto)
- Hamo Hethe † (23 luglio 1319 - 4 maggio 1352 deceduto)
- John Sheppey † (22 ottobre 1352 - 19 ottobre 1360 deceduto)
- William Whittlesey † (4 agosto 1361 - 6 marzo 1364 nominato vescovo di Worcester)
- Thomas Trilleck † (6 marzo 1364 - prima del 27 dicembre 1372 deceduto)
- Thomas Brinton, O.S.B. † (31 gennaio 1373 - 1389 deceduto)
- William Bottlesham † (27 agosto 1389 - 26 febbraio 1400 deceduto)
- John Bottlesham † (9 aprile 1400 - 17 aprile 1404 deceduto)
- Richard Young † (11 novembre 1404 - 17-28 ottobre 1418 deceduto)
- John Kemp † (21 giugno 1419 - 28 febbraio 1421 nominato vescovo di Chichester)
  - Thomas Spofford, O.S.B. † (7 aprile 1421 - 17 novembre 1421 nominato vescovo di Hereford) (vescovo eletto)
- John Langdon, O.S.B. † (17 novembre 1421 - 30 settembre 1434 deceduto)
- Thomas Brunce † (21 febbraio 1435 - 19 settembre 1436 nominato vescovo di Norwich)
- William Wells † (19 settembre 1436 - 26 febbraio 1444 deceduto)
- John Low † (22 aprile 1444 - 1467 deceduto)
- Thomas Rotherham (Scott) † (11 gennaio 1468 - 8 gennaio 1472 nominato vescovo di Lincoln)
- John Alcock † (8 gennaio 1472 - 15 luglio 1476 nominato vescovo di Worcester)
- John Russell † (15 luglio 1476 - 7 luglio 1480 nominato vescovo di Lincoln)
- Edmund Audley † (7 luglio 1480 - 22 giugno 1492 nominato vescovo di Hereford)
- Thomas Savage † (3 dicembre 1492 - 3 agosto 1496 nominato vescovo di Londra)
- Richard FitzJames † (18 febbraio 1497 - 29 novembre 1503 nominato vescovo di Chichester)
- San Giovanni Fisher † (14 ottobre 1504 - 22 giugno 1535 deceduto)[3]
- Maurice Griffith † (6 luglio 1554 - 7 settembre o 20 novembre 1558 deceduto)